# 猪头三
猪头三（上海话拼音：zzydhouse，发音：[tsɿ̋dɤ̄sᴇ᷆]）是吴语中的常用脏话，表示愚蠢、笨头笨脑之义。
「豬頭三」傳入香港後還演變出了粵語同義詞「豬頭丙」。

## 使用
“猪头三”在吴语中是形容人愚蠢、戆头戆脑、不明事理、不识好歹等义，语气比起“瘪三”、“众牲”等其他吴语訾语较为缓和，尤为女性所惯用。
“不拿白不拿”、“不吃白不吃”等官话俗语，吴语中多说成“有拿勿拿猪头三”、“有吃勿吃猪头三”，都属“猪头三”一词的常见用法。